# Escola de Mecânica da Armada
A Escola de Mecânica da Armada, anteriormente Escola Superior de Mecânica da Armada – ESMA, é uma unidade da Marinha da Argentina, destinada à formação de suboficiais especialistas em mecânica e engenharia de navegação.
A partir de 2005 foi instalada em Porto Belgrano, a 28 quilômetros de Bahía Blanca. A sua sede anterior situada na esquina da Avenida do Libertador com a Avenida Santiago Calzadilla, na cidade de Buenos Aires, foi o mais emblemático centro clandestino de detenção durante a ditadura militar (1976-1983).
Tornou-se o maior e mais ativo dos Centros clandestinos de detenção e tortura utilizados pela repressão argentina, por onde passaram mais de 5000 presos, posteriormente, desaparecidos.
Fechado após o retorno da democracia, em 2004 foi convertido pela  Lei nº 1.412, de 5 de agosto desse ano, em centro de memória para recordar a repressão, o terrorismo de estado e promover o respeito aos Direitos Humanos.

## Centro Clandestino de Detenção
Os opositores do regime presos clandestinamente na ESMA, após serem interrogados e torturados, mais de 90% deles foram assassinados, na maior parte sedados e jogados no Rio da Prata, outros fuzilados ou mortos sob tortura, incinerados e enterrados próximo ao campo de desportos do prédio.
No Centro Clandestino de Detenção-CCD funcionavam dois grupos-tarefa, o 333, a serviço do SIN (Serviço de Inteligência Naval) e o 332, da Marinha, encarregado da zona norte da Grande Buenos Aires e da Capital Federal, este dirigido pelo contra-almirante Rubén Jacinto Chamorro, auxiliado pelo capitão Jorge Eduardo Acosta (el Tigre).
Atuaram nesse local 120 assassinos e torturadores, entre os quais Alfredo Astiz, Ricardo Miguel Cavallo e Adolfo Scilingo, que dependiam indiretamente do comandante da Marinha, almirante Emilio Eduardo Massera.
As imagens “roubadas” por Víctor Melchor Basterra revelam o terror: são fotos onde homens e mulheres aparecem em algum momento de sua trajetória no centro clandestino da Esma. Anos depois, na província de Córdoba, por meio de um mandado judicial expedido por delitos de lesa-humanidade, descobriu-se um grande acervo fotográfico da Polícia de Córdoba. Dentro desse acervo, foram encontradas as imagens que compunham o “Registro de Extremistas”, que consiste em um livro de registros policiais onde se consignavam nome, data de detenção e número de negativo das fotos de mais de 10 mil detidos, desde o início da década de 1960 até o final dos anos 1970. Essas fotos têm a peculiaridade de terem sido feitas, em sua maioria, dentro do Centro Clandestino de Detenção D2. Atualmente, em termos gerais, podemos dizer que servem para restituir: justiça, identidades, relatos, períodos históricos. 